# C. Schember & Söhne

Abb. I.: Fabrik in Atzgersdorf (vor 1900)

Fabrik in Atzgersdorf (um 1900)

Abb. II.: Fabrik an der Jägerzeile 38 (1852)

Abb. III.: Fabrik an der Kleinen Stadtgutgasse 3 (1862)

Abb. IV.: Fabrik an der Unteren Weissgärberstraße 8 (1872)

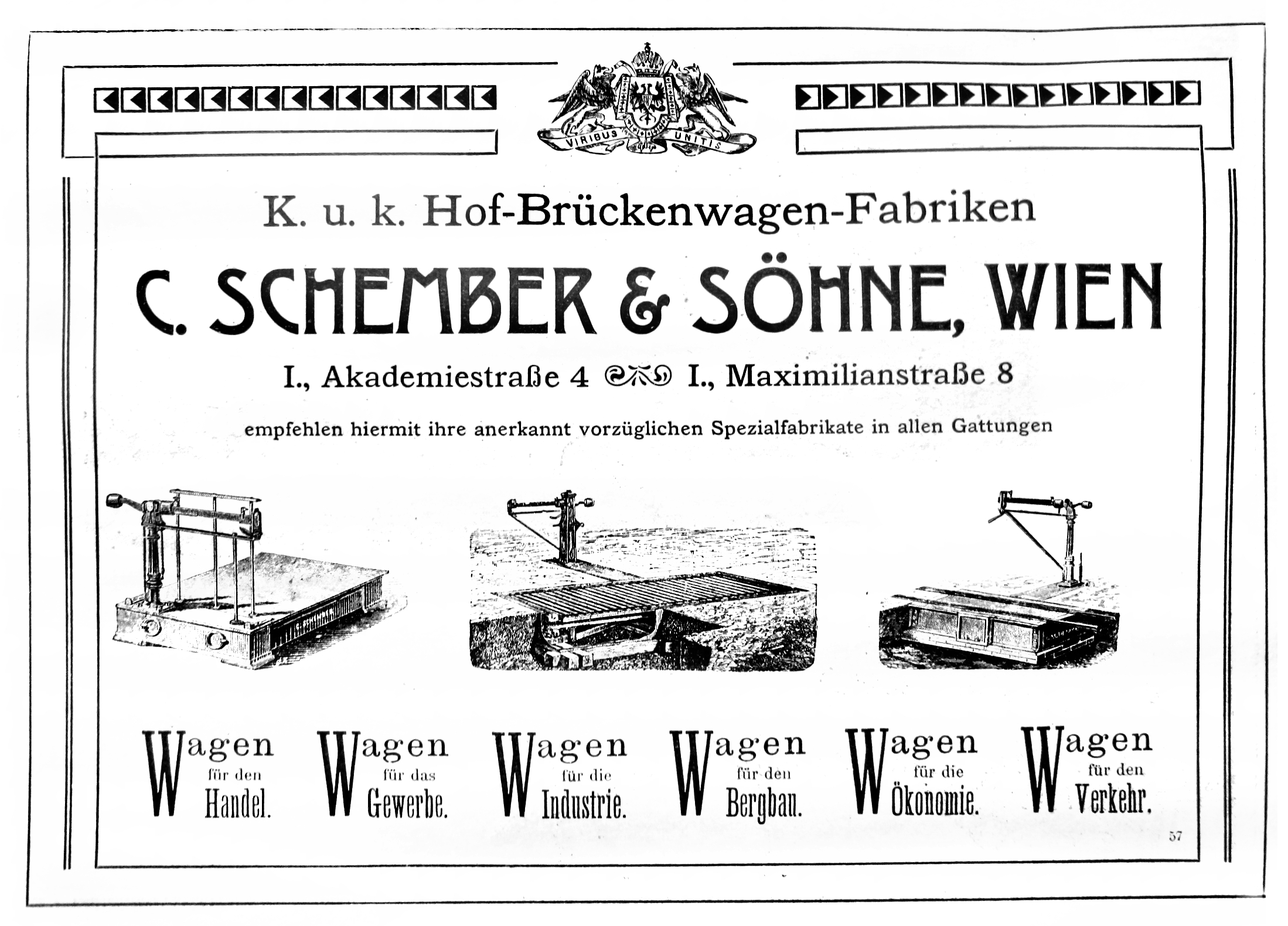
Werbung von C. Schember & Söhne mit Beispielen ihrer Waagen (1905)

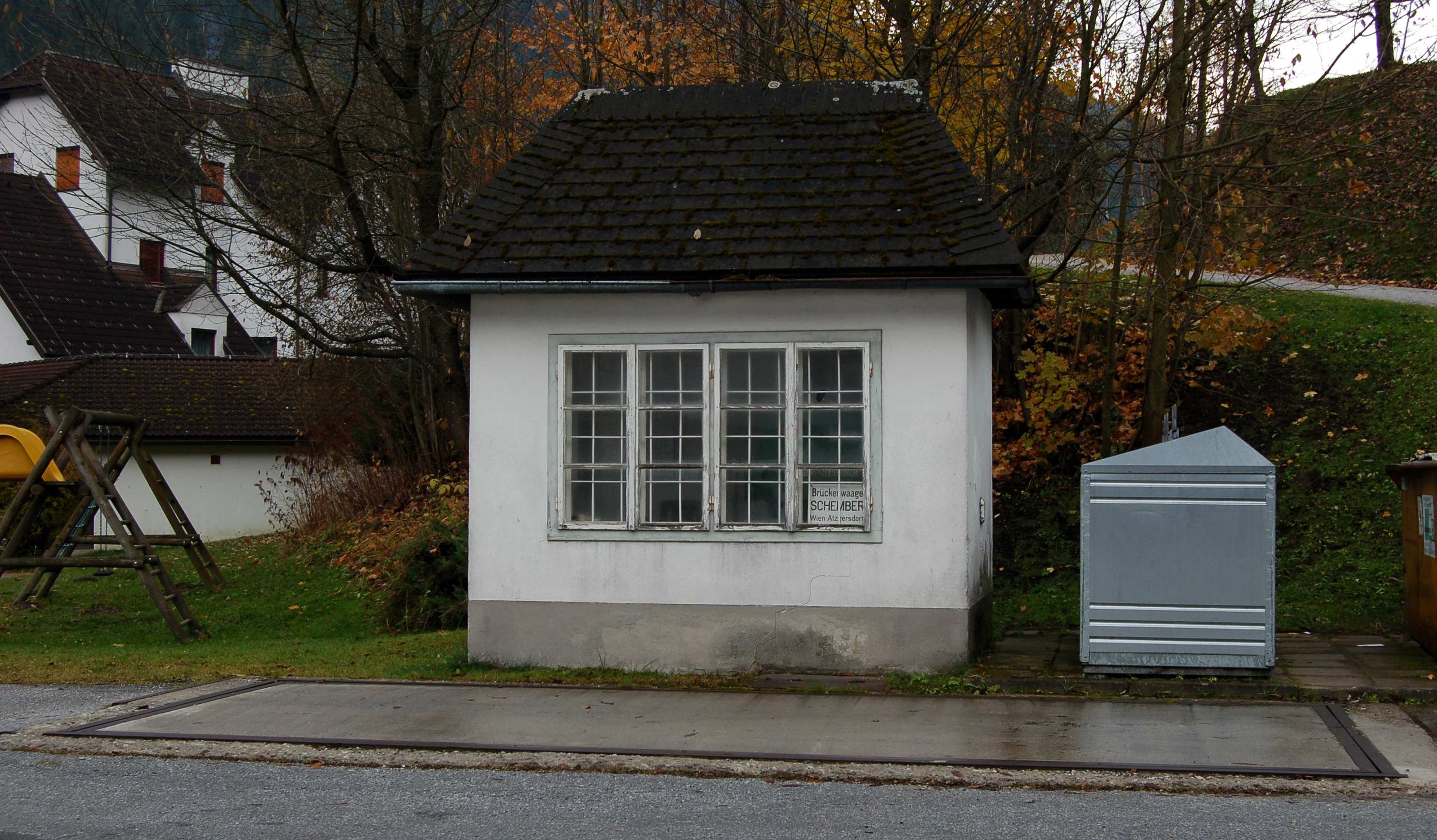
Schember Brückenwaage in Ratten

C. Schember & Söhne war ein österreichischer Waagen- und früher auch Maschinenfabrikant. Der Sitz des Unternehmens befand sich ursprünglich in Wien und zuletzt im IZ NÖ Süd in Wiener Neudorf in Niederösterreich.

## Geschichte
Mit der ersten Lokomotiv-Eisenbahn begann eine neue Epoche des Verkehrs- und Wirtschaftslebens. In Österreich wurde die Eisenbahnlinie Wien-Lundenburg von der k.k. priv. Kaiser-Ferdinands-Nordbahn erbaut.
Der Gründer des Unternehmens C. Schember & Söhne war Conrad Schember. Er hatte Lokomotivbau und den Eisenbahndienst in dem weltberühmten Etablissement John Cockerill in Seraing erlernt, als er sich im Jahre 1836 entschloss, als Lokomotivführer in den Dienst der Kaiser Ferdinands-Nordbahn einzutreten, in welcher Stellung damals ausschließlich Engländer Verwendung fanden. Conrad Schember zählte somit wohl zu den ersten heimischen Lokomotivführern Österreichs.
Nach sieben Jahren wurde Conrad Schember Oberwerkführer sämtlicher Werkstätten der k.k. Staatsbahnen in Pardubitz, dann in Böhmisch-Trübau und Prag, wo er sich weitere sieben Jahre zur Zufriedenheit der Behörden bewährte. Danach verließ Schember den Eisenbahndienst und assoziierte sich für eineinhalb Jahre mit dem Brückenwaagen-Fabrikanten Louis Simon, um im Jahre 1852 selbständig eine Maschinenwerkstätte zur Erzeugung von Brückenwaagen zu errichten.
Mangels eigenen Kapitals war Schember gezwungen, sein Geschäft mit den bescheidensten Mitteln zu beginnen und eigene Tätigkeit einzusetzen. Das Unternehmen wurde mit einem Hilfspersonal von drei Arbeitern in der damaligen Jägerzeile, heute Praterstraße, in dem seither bereits umgebauten Hause Nr. 38 begonnen. (Abbildung II.)
Dem von seinen drei Söhnen geförderten Unternehmer gelang nach zehnjährigem Bestand der Erwerb einer ersten eigenen und wesentlich vergrößerten Werkstätte, Kleine Stadtgutgasse Nr. 3. (Abbildung III.)
Conrad Schember beteiligte sich schon in den 1860er Jahren an Ausstellungen und wurde in Hinblick auf seine Leistungen auf der Weltausstellung Paris 1867 vom Kaiser Franz Joseph I. durch Verleihung des goldenen Verdienstkreuzes mit der Krone ausgezeichnet.
Nach weiteren zehn Jahren befand sich das Unternehmen im 3. Wiener Gemeindebezirk Landstraße, Untere Weißgerberstraße 8 und 10, in einem den Anforderungen der damaligen Technik entsprechenden, für Dampfbetrieb eingerichteten Etablissement. (Abbildung IV.) Nach Aufnahme der Söhne als öffentliche Gesellschafter lautete die Firma C. Schember & Söhne.
Nun begann eine für die Ausgestaltung des Unternehmens wichtige Epoche. Die wesentlich erweiterten Werkstätten und die Verwendung von Spezialmaschinen ermöglichten die Erzeugung von Brückenwaagen von besonderer Größe und Tragfähigkeit. Die Firma stellte daneben auch kleinere Präzisions- und Handwaagen her, und so etablierte man 1875 in der Fabrik eine mechanische Werkstätte für die Erzeugung von Präzisionsinstrumenten.
1883 schied Conrad Schember aus seinem Unternehmen aus, seine Söhne Carl August (1838–1917), Ludwig (1839–86) und Albert (1845–1911) wurden die Nachfolger.
Um 1880 besaß das Unternehmen 14 Patente; bis kurz vor 1900 stieg ihre Anzahl auf das Dreifache. 

### Entwicklung von Brückenwaagen
Zwei Erfindungen jener Zeit erregten in den eisenbahntechnischen Kreisen des Kontinents Aufsehen: Die Lokomotiv-Brückenwaagen mit einer Zentral-Auflösung und – noch wichtiger – die Waggon-Brückenwaage ohne Gleisunterbrechung.
Die Lokomotivwaage ermittelte die Belastung eines jeden einzelnen Rades und glich Gewichtsdifferenzen zwischen den auf die einzelnen Achsen wirkenden Belastungen durch das Anziehen oder Nachlassen der Federn aus, um einen gleichmäßigen und ruhigen Gang der Lokomotive zu erzielen, was dieselbe auch bei scharfen Kurven vor Entgleisungen möglichst bewahrte.
Deshalb war für jedes Rad eine separate Waage erforderlich. Die Anzahl dieser Waagen hing von der Konstruktion, beziehungsweise dem Typ der Lokomotiven ab, je nachdem, ob dieselben drei-, vier- oder fünfachsig waren. Bei der Lokomotivwaage der Firma Schember bewirkte die gleiche Höhenlage der einzelnen Brückenfelder zueinander mittels der Zentral-Auslösung ein gleichzeitiges und gleichmäßiges Funktionieren, so dass die einzelnen Achsschenkel eine nahezu vollkommen waagerechte Ebene bilden, was für die richtige Verteilung der einzelnen Raddrücke (die Federn) von entscheidender Wesenheit war. 
An Lokomotivwaagen lieferte der Firma Schember zur Zeit der Jahrhundertwende: 
den k.k. Staatsbahndirektion drei Stück auf je 100.000 kg Wägefähigkeit, bestimmt für die Werkstätten Linz, Gmünd und Neu Sandec; der Südbahngesellschaft drei Stück auf je 100.000 kg Wägefähigkeit, für die Werkstätten Wien, Innsbruck und Stuhlweißenburg; der k.k. priv. Kaiser Ferdinands-Nordbahn ein Stück auf 100.000 kg Wägefähigkeit für die Werkstätte Floridsdorf; der k.k. priv. österr. Nordwestbahn ein Stück auf 72.000 kg Wägefähigkeit für die Werkstätte Nimburg; der k.k. priv. Staats-Eisenbahn-Gesellschaft ein Stück auf 100.000 kg Wägefähigkeit für die Werkstätte Wien; der k.k. priv. böhm. Böhmischen Nordbahn ein Stück auf 72.000 kg Wägefähigkeit für die Werkstätte Böhmisch-Leipa; den königlich-ungarischen Staatsbahnen vier Stück auf je 100.000 kg Wägefähigkeit, von denen zwei Stück für die Werkstätten in Budapest und je eine für die Werkstätten in Sátoraljaújhely und Klausenburg entfielen, und schließlich der Odessaer Eisenbahn ein Stück auf 72.000 kg Wägefähigkeit für die Werkstätte Odessa.
Besonderen Erfolg verzeichnete das Unternehmen mit der Waggon-Brückenwaage ohne Gleisunterbrechung. Diese Konstruktion unterschied sich von der traditionellen mit unterbrochenem Gleis durch die Ersparnis der kostspieligen und bisweilen wegen Terrainschwierigkeiten unausführbaren Nebengleise. Vielmehr wurden dieselben in die Hauptgleise eingeschaltet und konnten mit allen Fahrbetriebsmitteln, mit Last- oder Eilzügen, in beliebiger Geschwindigkeit befahren werden. Die Konstruktion dieser Waage lag zwischen dem Gleis. Demnach war der Gesamtmechanismus von der Gleisanlage vollkommen getrennt und unabhängig. Die Waage entsprach den bahnpolizeilichen Bedingungen.
Nicht allein bei allen Eisenbahnen der österreichisch-ungarischen Monarchie, bei welchen sie heute als Normaltype galt, auch in allen anderen europäischen Staaten verbreitete sich diese Waagentype.
Weitere Schembersche Neuerungen fanden Absatz, wie das Laufgewichtssystem mit Registriereinrichtung, automatischen Waagen, Präzisionsinstrumente für Laboratorien, Spinnereien, Webereien, Papierfabriken, Eisenwerke und Maschinenfabriken, namentlich aber die neuartigen Goldwaagen zum Wiegen von Goldbarren und Goldmünzen, die in der Österreichisch-Ungarischen Bank in Wien und Budapest eingeführt wurden.
Die Firma C. Schember & Söhne dürfte die einzige Spezialfabrik des Kontinents gewesen sein, welche Waagen aller Größen von der kleinsten Präzisionswaage bis zur Lokomotivwaage schwersten Kalibers erzeugte. In Würdigung ihrer Verdienste und Leistungsfähigkeit wurde die Firma durch den Titel "k.u.k. Hoflieferanten" ausgezeichnet. Auch vom König von Serbien wurde der Firma die Berechtigung den Titel "kgl. serbische Hoflieferanten" zu verwenden zuerkannt.
Auf Wunsch der königlich ungarischen Regierung errichtete die Firma im Jahre 1878 in Budapest eine vollständig unabhängige Schwesterfabrik in der Rottenbillergasse 12 und 14, die gleich dem Wiener Stammhaus mit Dampfmotoren und Spezialmaschinen ausgestattet wurde. Dank des rastlosen Bestrebens der Firma und der Förderung seitens ihrer Kommittenten nahm der Absatz ihrer Fabrikate einen solchen Aufschwung, dass sowohl das Wiener, wie auch das Budapester Haus sich erweiterten.
1888 übersiedelte die Firma in ein 15.000 m² umfassendes Fabrikgebäude in Atzgersdorf bei Wien. (Abbildung I.) Drei Jahre später wurde für die Budapester Fabrik ein Neubau im 6. Bezirk an der Hungariastraße 83 ausgeführt. Die Anlage und Ausstattung der beiden Niederlagen der Firma im 1. Wiener Bezirk an der Akademiestraße 4 und im 6. Budapester Bezirk an der Andrassystraße 15 waren besonders elegant ausgestattet.
In den Jahren 1888 und 1890 war die Firma C. Schember & Söhne bei den von dem Niederösterreichischen Gewerbeverein und der k.k. Landwirtschafts-Gesellschaft veranstalteten Ausstellungen in Wien in eigenen Pavillons vertreten.

## Moderne
Trotz der Wirren des Ersten und Zweiten Weltkrieges konnte das Unternehmen weiterbestehen. Am 29. August 1952 wurde der C. Schember & Söhne, Brückenwaagen- und Maschinenfabriken-AG die Staatliche Auszeichnung verliehen.
Das Unternehmen Schember wurde später vom Avery Weigh-Tronix Konzern übernommen und als Tochter betrieben. Schember war für den Vertrieb und Service seiner Erzeugnisse in Österreich, Deutschland, Schweiz, Slowenien, Ungarn, Slowakei und Tschechien verantwortlich. Weiters war das Unternehmen auf Grund der Zertifizierung durch das Bundesministerium für Wirtschaft und Arbeit zugelassen für Eich- und Vermessungswesen Nacheichungen durchzuführen, sowie zur Hersteller-Ersteichung berechtigt. Im Jahr 2011 entschied der Konzern im Rahmen seiner strukturellen Neuausrichtung, den von Schember bearbeiteten Markt selbst bzw. über die Avery Weigh-Tronix Tochter GSE Scale Systems zu steuern und die Betreuung der Kunden vor Ort über lokale Partner abzuwickeln. Die Schember GmbH als juristische Person wurde der Liquidation zugeführt.
Im Jahre 2009 waren die Produkte Anglerwaagen, Federwaagen/Hängewaagen, Industriewaagen, Paketwaagen, Personen- und Babywaagen, Portable Waagen, Selbstbauwaagen, Tischwaagen, Versandwaagen und Zählwaagen.